# Atarba (Atarba) quasimodo
Atarba (Atarba) quasimodo is een tweevleugelige uit de familie steltmuggen (Limoniidae). De soort komt voor in het Neotropisch gebied.